# 普卡拉山 (查利亞班巴區)
13°12′15″S 71°39′16″W / 13.20417°S 71.65444°W
普卡拉山（Pukara），是秘魯的山峰，位於該國南部庫斯科大區，由保卡坦博省的查利亞班巴區負責管轄，屬於安地斯山脈的一部分，海拔高度3,880米。